# 火星のピラミッド
「火星のピラミッド」（かせいのピラミッド、原題: Pyramids of Mars）は、イギリスのSFテレビドラマシリーズ『ドクター・フー』シーズン13の3番目のストーリー。イギリスでは1975年10月25日から11月15日にかけてBBC Oneで、日本では1989年12月6日から1990年1月10日にかけてNHK BS2の衛星こども劇場枠で放送された。日本での放送に先駆け、同じ邦題でVHSが発売された。
本作の舞台は1911年におけるイングランド、エジプト、火星である。オシリスとして崇拝されていたスーテクが科学者マーカス・スカーマンに憑依し、火星で自らを封印するピラミッドの破壊を画策する。

## 制作
元々ルイス・グレイファーが執筆したこのストーリーは、使用されないと考えられていた。グレイファーが脚本を書き直せなかったため、ロバート・ホルメスが完全な書き直しを担い、ステーヴン・ハリスの名前で伝達された。「火星のピラミッド」はUNITの歴史に関してシリーズ内で矛盾を起こしており、論争の火種にもなった。
ロケはゴシック建築で有名なハンプシャーの Stargroves の敷地で行われ、ここは当時ミック・ジャガーが所有していた。同じロケ地が Image of the Fendahl (1977) の撮影に使われている。前話『悪魔の惑星』で初登場した新しいターディスのコンソールは、1977年の The Invisible Enemy まで登場しないため、今回も登場しない。

## 実在する火星のピラミッド
1970年代以降に打ち上げられた火星探査機が火星にピラミッド状の物体が存在することを示す画像を撮影している。